# Phragmocephala
Phragmocephala is een geslacht van schimmels behorend tot de familie Melanommataceae. De typesoort is Phragmocephala cookei. Later is deze hernoemd naar Phragmocephala elliptica.

## Soorten
Volgens Index Fungorum telt het geslacht negen soorten (peildatum oktober 2023):
| Soortnaam                     | Auteur(s)                                  | Publicatiejaar |
| ----------------------------- | ------------------------------------------ | -------------- |
| Phragmocephala atra           | (Berk. & Broome) E.W. Mason & S. Hughes    | 1951           |
| Phragmocephala elegans        | R.F. Castañeda                             | 1985           |
| Phragmocephala elliptica      | (Berk. & Broome) S. Hughes                 | 1979           |
| Phragmocephala garethjonesii  | Hong Y. Su, Udayanga & K.D. Hyde           | 2015           |
| Phragmocephala glanduliformis | (Höhn.) S. Hughes                          | 1955           |
| Phragmocephala hughesii       | W.P. Wu                                    | 2005           |
| Phragmocephala minima         | E.W. Mason & S. Hughes                     | 1951           |
| Phragmocephala prolifera      | (Sacc., M. Rousseau & E. Bommer) S. Hughes | 1979           |
| Phragmocephala stemphylioides | (Corda) S. Hughes                          | 1958           |